# Casaca
La casaca és una jaqueta entallada i amb faldons llargs o molt llargs que es duen frunzits o inclinats enrere, tot deixant a la vista els calçons o pantalons; les mànigues acostumen de rematar en punys girats. El mot català casaca equival a l'anglès coat i coatee; a l'espanyol casaca; al francès justaucorps, habit i habit-veste; a l'italià giustacorpo i abito; al portuguès casaca; etc., etc.

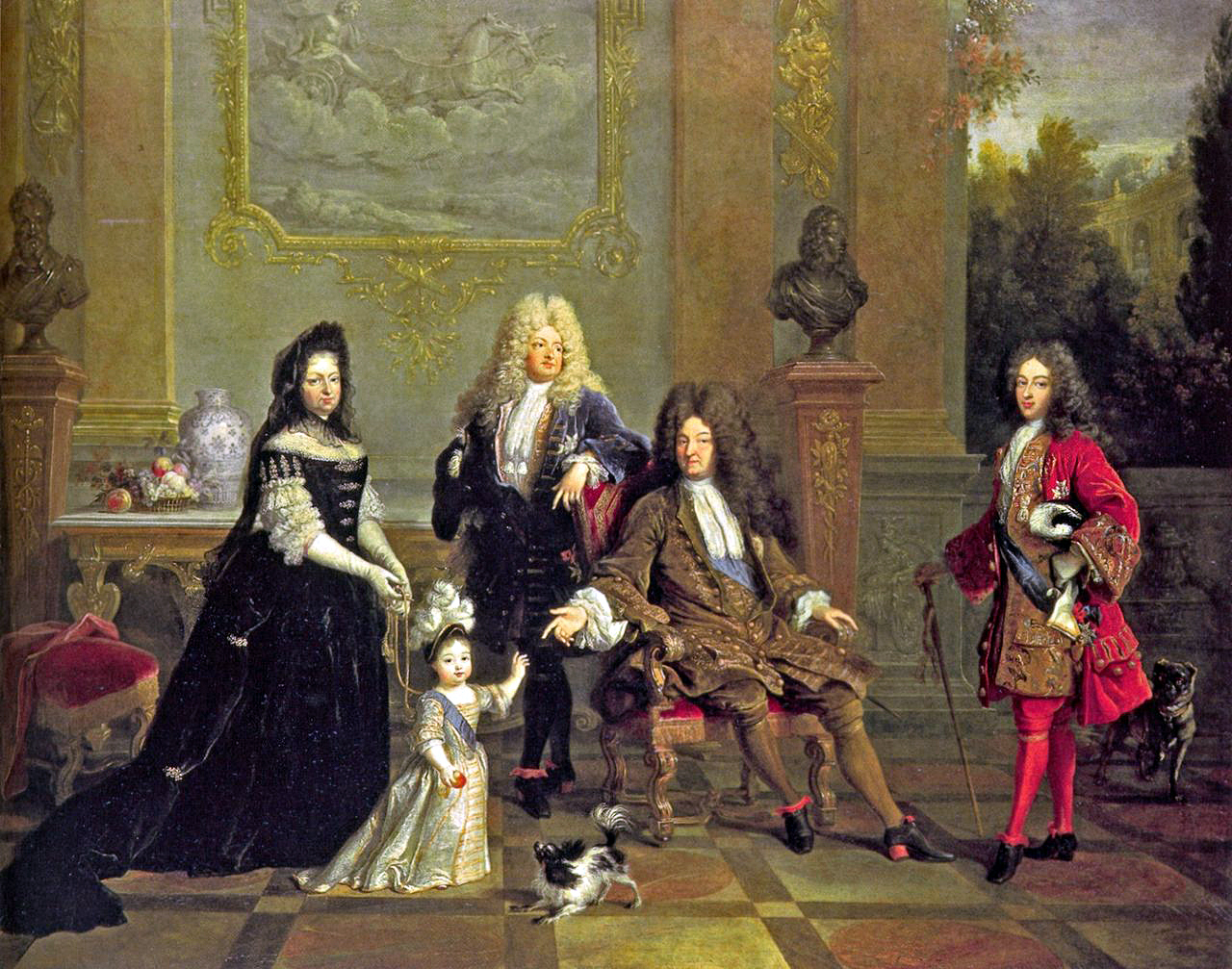
Lluís XIV i família amb casaques en un quadre de Nicolas de Largillière (vers 1710)

La casaca sorgí a la cort francesa en la dècada de 1660 (a la cort anglesa, per exemple, compareix el 1666). De llavors ençà, i durant tot el segle xviii, fou la jaqueta habitual entre la població masculina del món euròpid, almenys pel que fa a l'aristocràcia i la burgesia; sempre feu joc sistemàticament amb armilla i calçons. Això suposà una autèntica revolució en la indumentària masculina tot inaugurant un model de «tres peces» que prefigura la línia actual.
A partir, sobretot, de la darrera dècada del segle xviii la casaca patí la concurrència de jaquetes de faldons rectes de disseny més modern, les quals acabaren substituint del tot la casaca en l'ús civil pels volts del 1815, més o menys alhora que els moderns pantalons llargs i rectes substituïen els calçons tradicionals. En l'ús militar resistí encara unes dècades, fins que entre la dècada de 1840 i la de 1850 els diversos exèrcits euròpids anaren substituint-la per la guerrera. Amb tot, la casaca subsistiria força temps en alguns països, com Anglaterra, en tant que part de la indumentària (lliurea) de certs criats de palau i de residències d'alcúrnia.
Encara avui hi ha indrets on la casaca s'utilitza cerimonialment; per exemple, els macers del Parlament d'Euskadi.

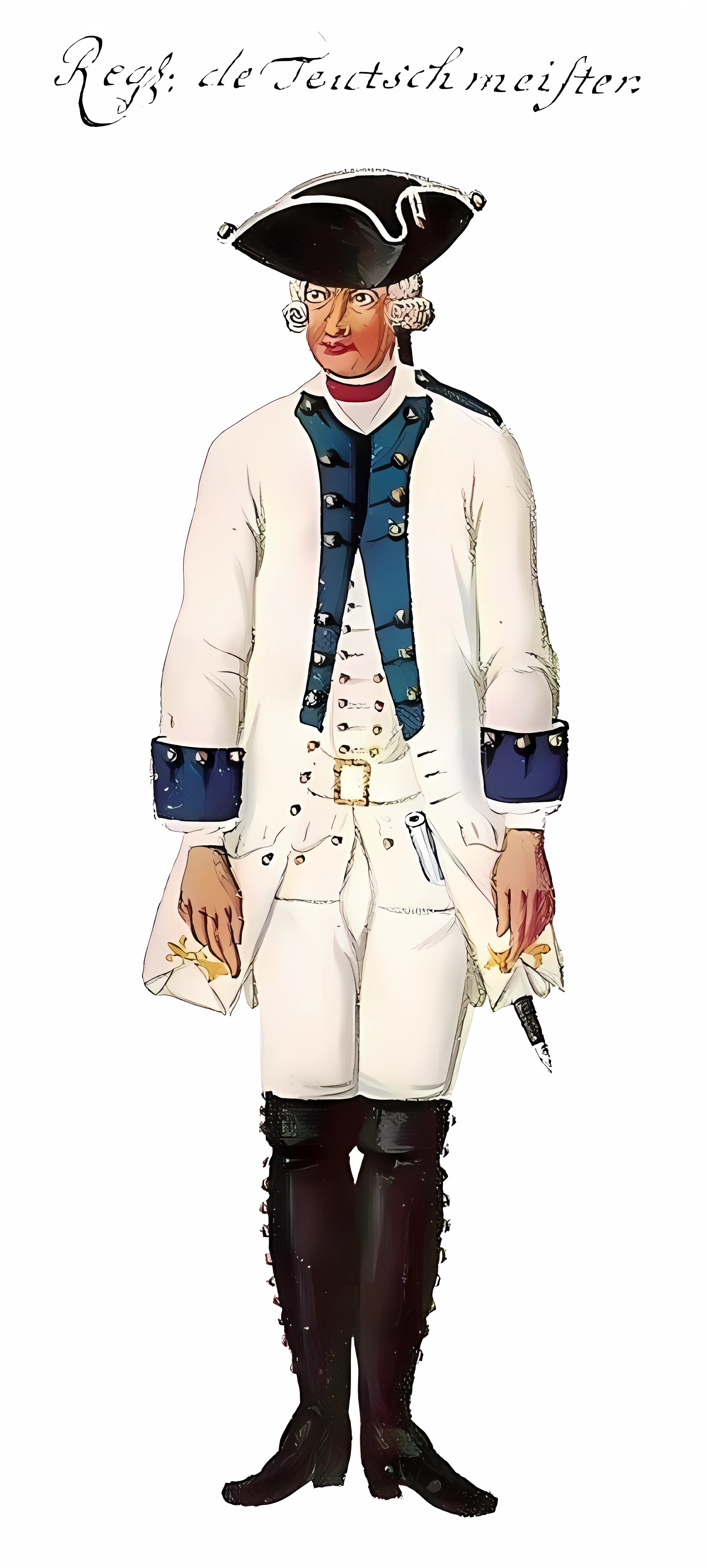
Soldat austríac (1762) amb tricorn, casaca, calçons i sabates combinades amb polaines

Naturalment, en un període d'ús tan llarg el disseny de la casaca anà evolucionant en un procés que podríem esquematitzar així:
- Al principi, la casaca mancava de coll i, o bé es duia tancada, amb els faldons més o menys frunzits, o bé oberta tot mostrant l'armilla, peça que sorgeix ara (i que serà molt llarga fins a atènyer les dimensions actuals a mitjan segle xviii). D'altra banda, les característiques de la casaca comportaren la desaparició del coll caigut («a la valona») i la naixença d'una forma primitiva de corbata.
- Pels volts del 1730 s'havia generalitzat el costum de girar el folre (de color contrastant amb l'exterior) per la banda frontal i pels punys, tot formant, respectivament, solapes (que neixen ara) i punys girats (rectes o apuntats). També s'hi afegeixen butxaques, generalment de trau, però amb tapetes ornamentades, col·locades horitzontalment o verticalment, les quals, amb el temps, sovint seran postisses, i fins i tot podran afegir-se als punys.
- Entorn del 1740 les casaques incorporen coll, el qual pot ser dret (obert o tancat) o bé girat; més o menys alhora els faldons passen a dur-se recollits enrere, plegats i botonats.
- Des del 1750, aproximadament, la casaca es duu botonada, però per la part frontal remata en forma d'arc entorn de la zona ventral, tot mostrant l'armilla.
- Cap al 1770 comença a predominar el coll dret.
- Devers 1810 el frontal de la casaca arriba a la cintura i cobreix l'armilla, alhora que els faldons s'escurcen notòriament.
- En les darreres dècades, quan la casaca ja ha esdevingut poc menys que peça d'ús exclusivament militar, hom tendeix a fer-la cada cop més arrapada i menys pràctica, alhora que el coll, dret, és cada volta més alt i més dur.

La versió militar de la casaca presentava característiques pròpies. Per exemple, el color bàsic tendí a unificar-se al si de cada exèrcit, de manera que denotava la nacionalitat: casaca blau marí amb vius grocs de Suècia; blanca de França i d'Àustria; roja d'Anglaterra (i després del Regne Unit); verda de Rússia; blau marí de Prússia (blau Prússia); etc., etc. Endemés, hom aprofitava els colors contrastants de coll, solapes, punys i faldons (sovint també de l'armilla) per a indicar cos, arma o unitat. Els muscles de la casaca militar podien acollir muscleres o bé xarreteres.
El frac modern evoca la forma de l'antiga casaca, tot i haver evolucionat a partir de la jaqueta de faldons rectes.